# Nya Stridssånger
Nya Stridssånger hette i sin helhet Nya Stridssånger samlade af Frälsnings-Armén och utgifna å dess förlag. Den innehöll 72 sånger och gavs ut 1889 och i ytterligare en tryckning 1891 i en serie av olika Stridssånger som gavs ut mellan 1884 och 1897 då Frälsningsarméns sångbok 1897 kom. Sångerna har som regel en egen titel som skiljer sig från titelradens inledningsstrof, därav två "namn" nedan. Samlingen innehåller vare sig förord eller uppgifter om upphov. Den vanliga indelningen i Svenska kyrkans psalmböcker med rubriker för olika teman förekommer inte heller.

## Innehåll
1. Stundom bekymrens och sorgernas mängd med titel Gud mig skydda förmår
2. Min klädnad fläckad förr befans med titel Jag tvått min skrud
3. Då jag beskådar korsets stam med titel Kristus allt
4. Guds misshag öfver mig har flytt med titel Min synd i blodet försvann
5. Gif mig den tro, som bergen kan med titel Gif mig tro
6. Min himmelske vän, som törnkronan bar med titel Helgelsesång (mel: Mitt lif är en våg)
7. Gud för dig jag här mig böjer med titel Evigt din
8. Vi bli hjältar, vi bli hjältar med titel Vi bli hjältar
9. Från hvarje fläck tvådd skär med titel Vid korsets fot jag kastar allt
10. Allting för honom möjligt är med titel Allting är möjligt
11. Herre, i blodet som utgjutet är med titel Rening för mig
12. Jag bär till Jesus hjärtat, som det är med titel Jag bär till Jesus hjärtat
13. Säg mig, huru jag skall bli ren med titel Hvitare än snö
14. Ett med min Gud med titel Ett med min Gud
15. Jag har lämnat allt för Jesus med titel Perleporten Finns på Wikisource.
16. På sitt kors på Golgata Jesus dog för dig och mig med titel På Golgata
17. Jag kom till korset och såg en man med titel Hvad jag såg
18. Hvad härlig änglahelsning med titel Änglahelsningen
19. Kämpar, gån modigt framåt ut i striden med titel Krigaresång
20. Min själ långt borta, gick från Gud med titel Jesus återlöst mig
21. Sjungom nu med fröjd med titel Frälsningsfröjd
22. Skönaste lott att vara soldat! med titel Jesu Kristi stridsman
23. Res dig kristna kämpaskara snarligt upp med titel Krigaresång
24. Fast synden fins i verlden kvar med titel Det dyra namnet (mel: O, Kanaan, sköna Kanaans land
25. Från himlen stråla ljus och värme med titel Från himlen - till himlen (mel: Jag vet en vrå
26. Väck mig ur dvala, kallad till strid med titel Stridssång
27. Då som träl jag själen närde med titel Hela bördan strax föll af
28. Samloms, kamrater, kring frälsningsfanan! med titel Fanesång
29. För heliga kriget med hjärtan i brand med titel Trygghet i striden
30. Jag har läst om män af tro med titel Jag påklär mig min rustning
31. Mitt hjärta sjunger, ty jag fann med titel O, hvilken Gud jag har
32. Uti frälsningshären äro vi soldater med titel Frälsningshären måste segra
33. Du frälsningshär gå fram med fröjd med titel Gå modigt fram! (mel: Den lustige kopparslagaren)
34. Min Jesus leder mig hvar dag med titel Uti hären (mel: Hos Jesus städs jag håller till)
35. Håll takten nu kamrater, i enighet är kraft med titel Fälttåget (mel: Hurra för nordens länder)
36. Vi marschera fram uti herrens namn med titel Marsch framåt!
37. Gud oss hjälper att modigt strida med titel Vi ska aldrig till reträtt
38. Till vapen, kamrater, kring korsets baner med titel Till vapen!
39. En syndig verld att rädda få med titel Marschera på!
40. Vid ljud af basuner och trumhvirflars dån med titel Blod och eld
41. Då först jag gick till hären att frälsningsfolket se med titel Den blåa uniform
42. Mot mitt hem jag reser glad och nöjd med titel Uppå lifsflodens härliga stränder
43. Ut till strid! Hör ropet skallar! med titel Ut till strid!
44. O, vad fröjd, han lever, vår Immanuel med titel Lifvets furste
45. Ropa högt, att segern den är vår med titel Konungens soldater
46. "Fröjden er", så herrens maning ljuder med titel Fröjden eder
47. En krigshär äro vi med titel Stridssång
48. Jag länge ha vandrat den orätta stig med titel Ingen, lik Jesus
49. Ifrån jordens grus, upp till makt och ära med titel Han kommer snart
50. Välkommen, välkommen du kära med titel Inbjudningssång (mel: Välkommen, välkommen du klara)
51. Till strids! Till strids budkafveln går med titel Fanesång (mel: Från solens uppgång)
52. Till hemmet, i himmelen leder min väg med titel Hemåt (mel: Himmelens stad)
53. O, stundom, när solen mot vester sig sänker med titel Mot kvällen (mel: Kom, kom, Jesus dig kallar nu)
54. Fram öfver berg och höjder med titel Framåt!
55. Snart skall kröningdagens morgon skönt upprinna med titel Kröningdagen kommer
56. En dag vid tusen åskors ljud med titel Skynda fram till Jesus
57. Än en gång ett kärleksbud med titel Förr'n din sol gått ned
58. Från himlen långt din fot har ströfvat med titel Gud är med dig
59. Kom till din Gud med all din suckan med titel Kom till hans kors!
60. O du Guds lam, som verldens synder burit med titel Helgelsesång
61. Från himlen ljöd en stämma skön med titel Pris vare Gud!
62. Du är mig när, om vänner från mig gå med titel Du är mig när
63. O, syndare kom, till Jesus din vän med titel O, syndare kom! (mel: Mitt lif är en våg)
64. Lyssna nu, hör herrens maning med titel Nu - till sist
65. Framåt! Så ljuder vårt fältrop idag med titel Framåt, till strid! (mel: Herre, i blodet som utgjutet är)
66. En nagel i ögat på mången jag blifvit med titel Jag är soldat uti frälsningsarmén (mel: Kungshatt)
67. Jesu fotspår fram vår tappra skara med titel Trogna som stål
68. O, hvad bitter sorg och blygsel med titel Endast dig!
69. Framåt flyr tiden med ilande fart med titel Framåt!
70. Då den brinnande vagnen sänks med titel Den brinnande vagnen
71. Jag vill ej tvifla på det hjärta med titel Jag vill ej tvifla efter det engelska originalet I will not doubt.
72. Fram, fram Guds frälsningshär med titel Vår konung i téten (mel: Österrikiska marschen)